# Miguel Agustín Príncipe
Miguel Agustín Príncipe y Vidaud (Caspe, 11 de octubre de 1811-Madrid, 18 de mayo de 1863) fue un poeta satírico, dramaturgo y periodista español. Era licenciado en derecho civil y abogado en ejercicio, y fue catedrático de historia y literatura de la Universidad de Zaragoza. Además fue secretario de la Junta de teatros del reino y socio fundador del Instituto de España, el Liceo artístico y literario, el Ateneo de Madrid, la Sociedad económica de amigos del país, la Arqueológica Matritense y la Sociedad Musical.

## Biografía

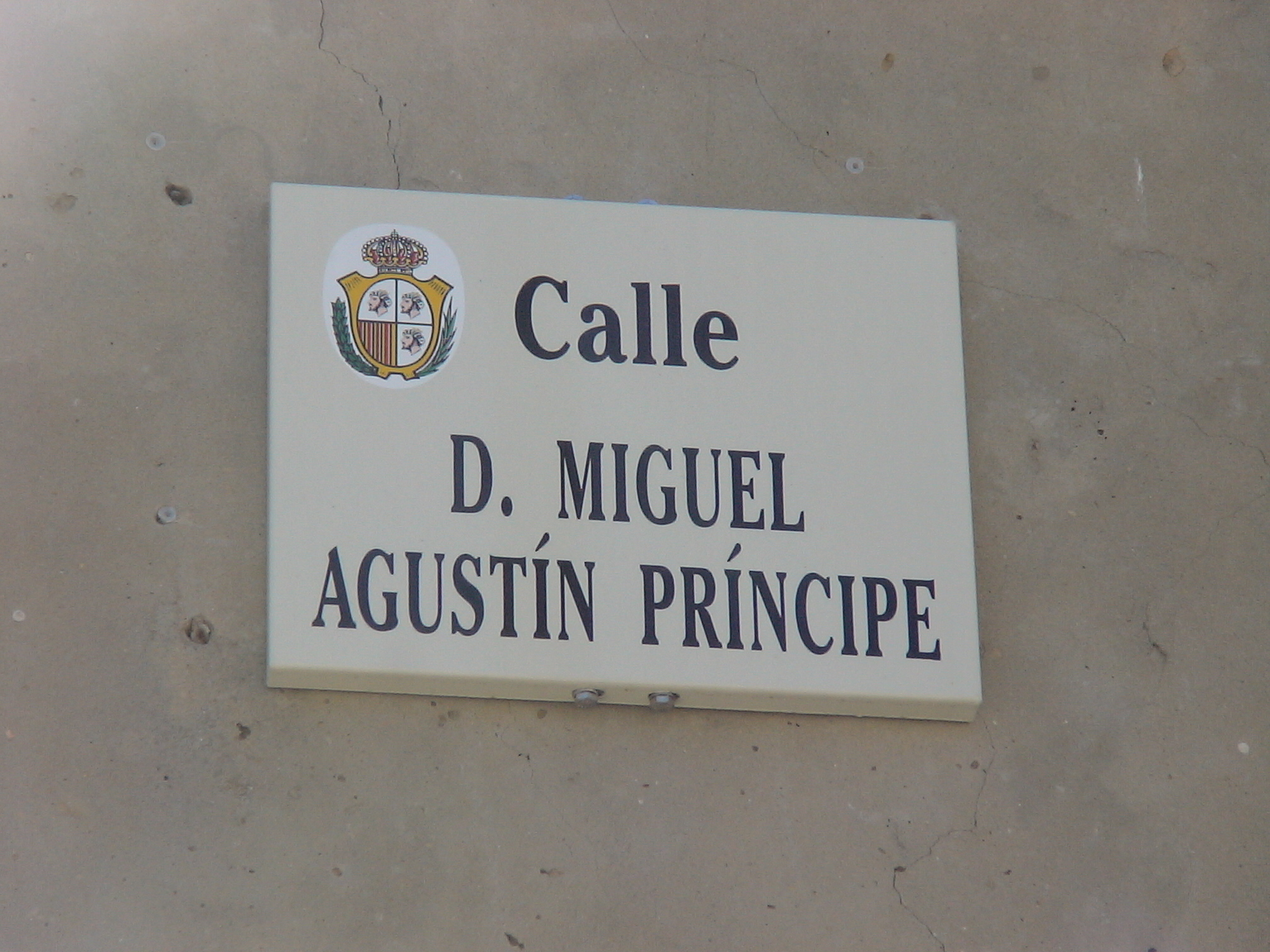
Calle Miguel Agustín Príncipe en Caspe

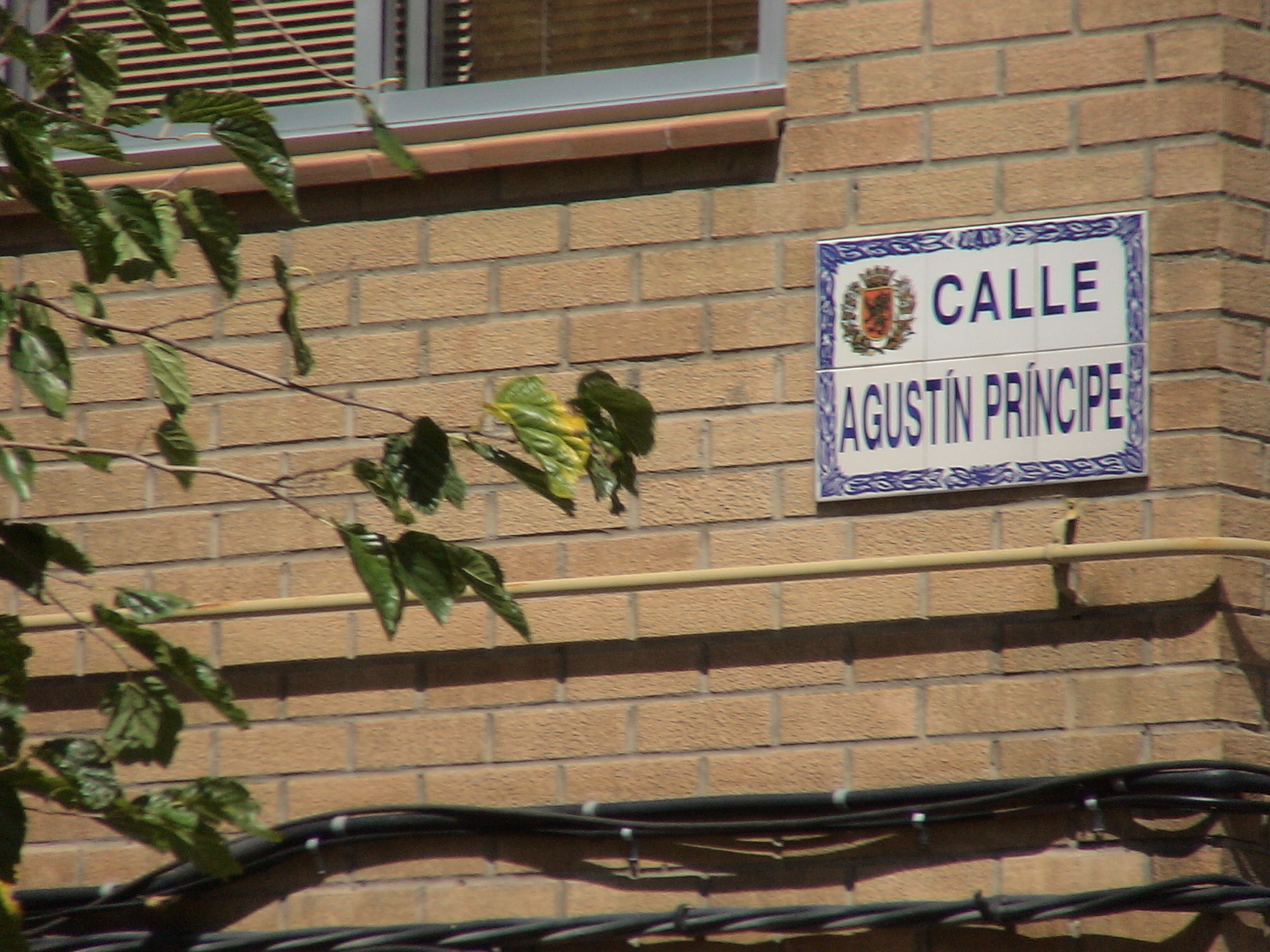
Calle Agustín Príncipe en Zaragoza

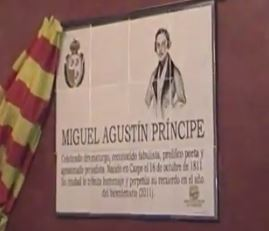
Placa conmemorativa del bicentenario de su nacimiento

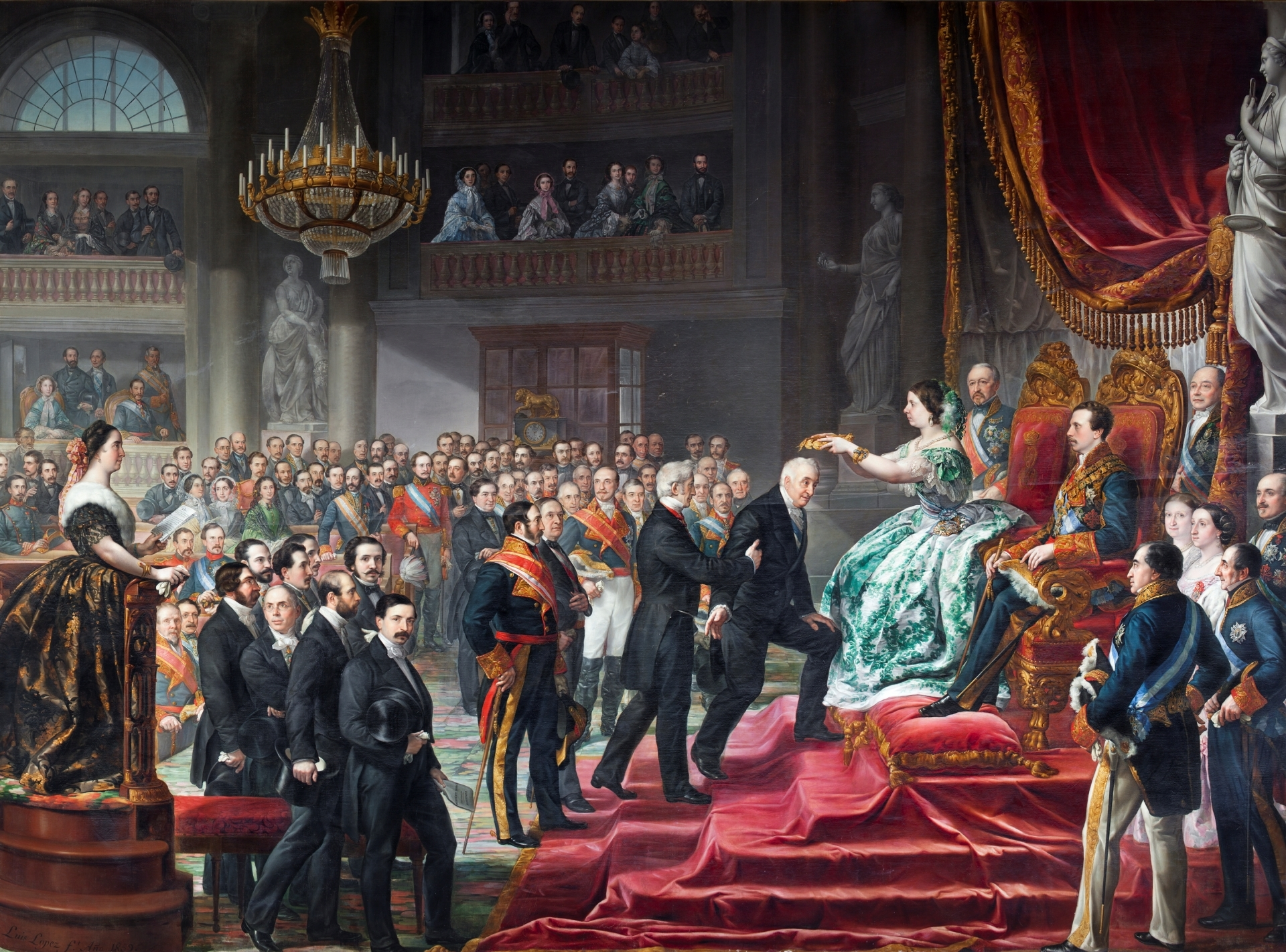
Retrato del autor entre las personalidades asistentes a La coronación de Quintana (1859), obra de D. Luis López Piquer, expuesta en el Museo del Prado de Madrid.

Pasó su juventud en Zaragoza y fue catedrático de Literatura e Historia en su Universidad, así como, cuando pasó a Madrid en 1840, abogado fiscal de la Audiencia y conservador de la Nacional de Madrid. Fue uno de los fundadores del Instituto de España y presidente de su sección de Literatura. Colaboró en importantes diarios y revistas, como el Semanario Pintoresco Español, La Ley, El Matritense, El Tío Camorra, Revista Científica y Literaria etcétera, hasta un total de unos cuarenta periódicos, utilizando a veces los seudónimos de Miraveque y Don Yo, escribiendo artículos costumbristas, críticas literarias o musicales, ensayos y novelas por entregas o de folletín. Fue redactor de La Prensa (1840); El Entreacto (1840); El Espectador (1841-1848); La Risa, El Anfión Musical (1843) y La Themis (1857-1858), y dirigió El Moscardón (1844) y El Gitano (1846), según Julio Cejador y Frauca.
Fue además Secretario de la Junta de Teatros del Reino, nominado para la Real Academia Española y socio destacado de entidades como el Ateneo de Madrid, el Liceo Artístico y Literario, la Sociedad Económica de Amigos del País, la Arqueológica Matritense y la Sociedad Musical.
Escribió escaso pero excelente teatro: la comedia Periquillo entre ellos (1844) y los dramas históricos El conde Don Julián (1839) y Mauregato, ó El feudo de las cien doncellas (1851), que ofrecen la particularidad de querer rehabilitar a estos dos personajes, entre otras piezas.
Todas sus obras teatrales fueron representadas, salvo Los amantes de Chinchón (en la que fue coautor), parodia de Los amantes de Teruel, de la que no se tiene constancia que fuera estrenada. Por la fecha de 1848 podemos pensar que la censura evitó la subida a escena de este texto, cúmulo de inmoralidades para la época. Además, tres de sus autores (Juan Martínez Villergas, Gregorio Romero de Larrañaga y el propio Miguel Agustín Príncipe) eran objeto de veto por una de las revistas de más peso institucional: La Censura. No obstante, no es descabellado pensar en representaciones clandestinas, aunque sólo sería un hipótesis, de momento injustificable.
También se le deben los poemarios Poesías ligeras, festivas y satíricas, Poesías serias (ambas publicadas en 1840) y unas Fábulas en verso castellano (1861-1862), donde, aparte del interesante y erudito prólogo, revela su ingenio mordaz, como en la titulada «El lavatorio del cerdo», y un gran sentido común, como en la titulada «El cazolazo». De estas fábulas se hicieron media docena de ediciones. Por otra parte imitó los epigramas de Marcial y en sus «Letrillas báquicas» hizo el elogio del vino en lenguaje vulgar. Se burló a la vez de los clasicistas y de los excesos románticos, aunque respetó a alguno de los autores de esta última tendencia, como José Zorrilla. Escribió además un tratado de métrica castellana.
Dentro del género de la poesía constan también un par de odas, una con motivo de la guerra española contra Marruecos y, la más pintoresca, la dedicada a D. Luis López Piquer, elogiando su magnífico cuadro La coronación de Quintana (1859), el cual se encuentra expuesto en el Museo del Prado de Madrid y en el que podemos ver retratado al propio D. Miguel Agustín Príncipe y Vidaud entre las numerosas personalidades que asistieron al solemne acto de coronación de D. Manuel José Quintana, político, poeta, dramaturgo y tutor de la reina Isabel II, como poeta ilustre en el hemiciclo del Senado.
Intentó el género narrativo con La casa de Pero-Hernández (1848), relato que quedó inconcluso. Destacó siempre como escritor satírico, y a esta vena se le debe la obra Tirios y troyanos: historia tragi-cómico-política de la España del Siglo XIX (1845-1848) y la Historia de la Guerra de la Independencia: narración histórica de los acontecimientos de aquella época (1844-1847).

## Obra

### Poesía

#### Poemas
- Poesías de Don Miguel Agustín Príncipe (Tomo I). Poesías ligeras, festivas y satíricas (1840)
- Poesías de Don Miguel Agustín Príncipe (Tomo II). Poesías serias (1840)

#### Fábulas
- Fábulas en verso castellano y en variedad de metros (1861-1862)

#### Litúrgica
- Ejercicio cotidiano y novísimo devocionario: escrito en verso y variedad de metros (1844)
- Devocionario poético (con autorización eclesiástica) (1852-1859, varias ediciones)

#### Odas
- Oda a D. Luis López en elogio de su bello y magnífico cuadro de la coronación de Quintana (1859)
- Oda con Motivo de la Guerra de España contra Marruecos, honrada con mención honorífica por la Real Academia Española en el certamen extraordinario abierto por la misma el 17 de febrero de 1860 para conmemorar el triunfo de las armas españolas en la Guerra de África (1860)

### Teatro

#### Drama
- El conde Don Julián: drama original e histórico, en siete cuadros y en verso (1839)
- Cerdán, justicia de Aragón: drama original histórico en tres actos y en verso (1841)
- Mauregato, ó el feudo de las cien doncellas: drama original en tres actos y en verso (1851)
- La Baltasara: drama en tres actos y en verso (con Antonio Gil de Zárate y Antonio García Gutiérrez) (1852)

#### Comedia
- Periquito entre ellos: comedia en cuatro actos y en verso (1844)
- Los amantes de Chinchón (parodia de Los amantes de Teruel): pieza tragi-cómico-burlesca, en verso (co-autor con Juan Martínez Villergas, Gregorio Romero de Larrañaga, Eduardo Asquerino y Gabriel Estrella) (1848)
- El desván: pieza cómica, original, en un acto y en verso (1851)

### Narrativa

#### Leyenda española
- La casa de Pero-Hernández: leyenda española (1848)

#### Historia de España
- Guerra de la Independencia (Tomo I). Narración histórica de los acontecimientos de aquella época, precedida del relato crítico de los sucesos de más bulto ocurridos durante el reinado de Carlos IV, seguida del de la época de 1814 a 1820, de la constitucional de 1820 a 1823, y de la continucación del reinado de Fernando VII hasta la muerte de este monarca, y terminada con un cuadro o examen comparativo de los reinados de Carlos IV y Fernando VII (1844)
- Tirios y troyanos (Tomo I). Historia tragi-cómico-política de la España del Siglo XIX, con observaciones tremendas sobre las vidas, hechos y milagros de nuestros hombres y animales públicos, escrita entre agri-dulce y joco-serio (1845)
- Guerra de la Independencia (Tomo II). Narración histórica de los acontecimientos de aquella época, precedida del relato crítico de los sucesos de más bulto ocurridos durante el reinado de Carlos IV, seguida del de la época de 1814 a 1820, de la constitucional de 1820 a 1823, y de la continucación del reinado de Fernando VII hasta la muerte de este monarca, y terminada con un cuadro o examen comparativo de los reinados de Carlos IV y Fernando VII (1846)
- Guerra de la Independencia (Tomo III). Narración histórica de los acontecimientos de aquella época, precedida del relato crítico de los sucesos de más bulto ocurridos durante el reinado de Carlos IV, seguida del de la época de 1814 a 1820, de la constitucional de 1820 a 1823, y de la continucación del reinado de Fernando VII hasta la muerte de este monarca, y terminada con un cuadro o examen comparativo de los reinados de Carlos IV y Fernando VII (1847)
- Tirios y troyanos (Tomo II). Historia tragi-cómico-política de la España del Siglo XIX, con observaciones tremendas sobre las vidas, hechos y milagros de nuestros hombres y animales públicos, escrita entre agri-dulce y joco-serio (1848)

### Otros
- Exhortación al estudio de las ciencias (discurso inaugural pronunciado en la apertura de la Universidad Literaria de Zaragoza el 18 de octubre de 1837) (1837)
- Album filarmónico de la colección de Canciones Nuevas Españolas con acompañamiento de piano forte: Él y ella (Canción Nº 10) (1840)